# Chilahuala
Chilahuala är en ort i Bolivia.   Den ligger i departementet La Paz, i den centrala delen av landet, 300 km nordväst om huvudstaden Sucre. Chilahuala ligger 3 784 meter över havet och antalet invånare är 220.
Terrängen runt Chilahuala är en högslätt. Runt Chilahuala är det glesbefolkat, med 11 invånare per kvadratkilometer.. Chilahuala är det största samhället i trakten.
Omgivningarna runt Chilahuala är i huvudsak ett öppet busklandskap.